# Malcolm Marshall
Malcolm Denzil Marshall (* 18. April 1958 in Bridgetown; † 4. November 1999 ebenda) war ein westindischer Cricketspieler aus Barbados und einer der besten Fast-Bowler in der Geschichte des Cricketsports.

## Karriere
Malcolm Marshall bestritt während seiner Karriere insgesamt 81 Tests für das Team der Westindies, bei denen er insgesamt 376 Wickets erzielte. Sein Testdebüt feierte er im Dezember 1978 in Bangalore gegen Indien. Seinen letzten Test absolvierte Malcolm Marshall im August 1991 gegen England in London. Bei One-Day International Matches (ODIs) wurde Malcolm Marshall 136 Mal eingesetzt. Sein ODI Debüt feierte Marshall im Mai 1980 gegen England in Leeds. Sein letztes ODI bestritt er beim Cricket World Cup 1992 gegen Neuseeland in Auckland. Malcolm Marshall nahm für das Team der Westindies an zwei Cricket World Cups teil (1983 und 1992). 

## Sonstiges
Malcolm Marshall war von 1996 bis 1999 Trainer des West Indies Cricket Teams. Im Alter von 41 Jahren starb Malcolm Marshall an Darmkrebs.